# Kuga-fibervarietet
Inom algebraisk geometri, en del av matematiken, är  en Kuga-fibervarietet, introducerad av Kuga (1966), ett fiberknippe vars fibrer är abelska varieteter och vars basrum är en aritmetisk kvot av ett Hermitskt symmetriskt rum.